# George F. Daly
George F. Daly (* 23. März 1903; † im Februar 1983) war ein Computer-Ingenieur bei IBM.
Daly war ab 1920 bei der Computing Tabulating and Recording Company (CTR), dem Vorläufer von IBM, tätig. Zunächst war er technischer Zeichner in deren Labor in Endicott, New York. Er entwickelte in den 1920er Jahren Computer für die Buchhaltung der Reihe IBM 285 und 297 (Typ III und Typ IV) und ab 1931 mit James Bryce Multipliziermaschinen wie die Typen 600 und 601 und die 602 A, der letzten Entwicklung elektromechanischer Computer bei IBM und gleich deren fortschrittlichstes Gerät auf diesem Gebiet. 1940 wurde er Senior Engineer, arbeitete im Zweiten Weltkrieg an Entwicklungen für das US-Militär und war ab Mitte der 1950er Jahre für Patentanmeldungen bei IBM zuständig. 1967 ging er in den Ruhestand.
1967 wurde er IBM Fellow. Er hielt 78 Patente bei IBM.